# Sensient
Sensient est une entreprise américaine de production de saveurs et de parfums. 